# Steinbergkirche
Steinbergkirche (tiếng Đan Mạch: Stenbjergkirke) là một đô thị thuộc huyện Schleswig-Flensburg, trong bang Schleswig-Holstein, nước Đức. Đô thị Steinbergkirche có diện tích 13,01 km², dân số thời điểm 31 tháng 12 năm 2006 là 1384 người. Đô thị này nằm gần bờ Biển Baltic, khoảng 30 km về phía đông bắc của Schleswig, và 22 km về phía đông của Flensburg.
Steinbergkirche là thủ phủ của Amt ("đô thị chung") Geltinger Bucht.